# Ruce od krve
Ruce od krve (v anglickém originále Playing God) je americký kriminální film z roku 1997. Režisérem filmu je Andy Wilson. Hlavní role ve filmu ztvárnili David Duchovny, Timothy Hutton, Angelina Jolie, Michael Massee a Peter Stormare.

## Obsazení
| David Duchovny | Dr. Eugene Sands |
| Timothy Hutton | Raymond Blossom  |
| Angelina Jolie | Claire           |
| Michael Massee | Gage             |
| Peter Stormare | Vladimir         |
| Andrew Tiernan | Cyril            |
| Gary Dourdan   | Yates            |
| John Hawkes    | Flick            |